# 3661 Долматовський
3661 Долматовський  (3661 Dolmatovskij) — астероїд головного поясу, відкритий 16 жовтня 1979 року.
Тіссеранів параметр щодо Юпітера — 3,274.